# Tare (sauce)
Tare (垂れ) est un terme général de la cuisine japonaise qui désigne des sauces de type dip, souvent utilisées pour les grillades (yakitori, yakiniku, et spécialement teriyaki) mais aussi pour les sushis, nabemono ou gyoza.
La sauce ressemble à une sauce soja sucrée, épaisse quand elle est utilisée avec les grillades. Elle est aromatisée au dashi, vinaigre de riz, etc., pour les nabemono et le natto et ressemble à la sauce ponzu. Chaque chef possède sa propre recette.